# Liberty (Maine)
Liberty ist eine Town im Waldo County des Bundesstaates Maine in den Vereinigten Staaten. Im Jahr 2020 lebten dort 934 Einwohner in 725 Haushalten, in den Vereinigten Staaten werden auch Ferienwohnungen als Haushalte gezählt, auf einer Fläche von 73,56 km².

## Geographie
Nach dem United States Census Bureau hat Liberty eine Gesamtfläche von 73,56 km², von der 67,34 km² Land sind und 6,22 km² aus Gewässern bestehen.

### Geographische Lage
Liberty liegt im Südosten des Waldo Countys und grenzt an das Knox County. Mehrere Seen befinden sich auf dem Gebiet, die größten sind der St. George Lake im Norden und der Stevens Pond im Osten. Die Oberfläche ist leicht hügelig, der 267 m hohe Bolen Hill ist die höchste Erhebung in dem Gebiet.

### Nachbargemeinden
Alle Entfernungen sind als Luftlinien zwischen den offiziellen Koordinaten der Orte aus der Volkszählung 2010 angegeben.
- Nordosten: Montville, 7,8 km
- Osten: Searsmont, 11,2 km
- Südosten: Appleton, Knox County, 8,6 km
- Süden: Washington, Knox County, 7,8 km
- Westen: Palermo, 8,2 km

### Stadtgliederung
In Liberty gibt es sieben Siedlungsgebiete: Clarks Corner, Connors Corner, Fish Turn, Liberty, Libertyville, Shermans Corner und South Liberty.

### Klima
Die mittlere Durchschnittstemperatur in Liberty liegt zwischen −7,8 °C (18 °F) im Januar und 20,0 °C (68 °F) im Juli. Damit ist der Ort gegenüber dem langjährigen Mittel der USA um etwa 9 Grad kühler. Die Schneefälle zwischen Oktober und Mai liegen mit bis zu zweieinhalb Metern mehr als doppelt so hoch wie die mittlere Schneehöhe in den USA; die tägliche Sonnenscheindauer liegt am unteren Rand des Wertespektrums der USA.

## Geschichte
Das Gebiet von Liberty gehörte zum Grant des Waldo Patents, zuvor Muscongus Patent. Besiedelt wurde das Gebiet ab 1800. Liberty wurde am 31. Januar 1827 als Town organisiert. Zuvor gehörte das Gebiet zur Montville Plantation. Teile von Montville wurden im Jahr 1876 hinzugenommen.
In Liberty gab es große Apfelplantagen und fruchtbares Ackerland. In Liberty Village gab es einen Hersteller für Äxte, eine Gießerei, fünf Sägewerke und eine Getreidemühle. Zudem weitere Handwerker, die Geräte für die Landwirtschaft herstellten wie Rechen, Sättel oder Stiefel und Schuhe.

### Einwohnerentwicklung
| Volkszählungsergebnisse – Town of Liberty, Maine | Volkszählungsergebnisse – Town of Liberty, Maine | Volkszählungsergebnisse – Town of Liberty, Maine | Volkszählungsergebnisse – Town of Liberty, Maine | Volkszählungsergebnisse – Town of Liberty, Maine | Volkszählungsergebnisse – Town of Liberty, Maine | Volkszählungsergebnisse – Town of Liberty, Maine | Volkszählungsergebnisse – Town of Liberty, Maine | Volkszählungsergebnisse – Town of Liberty, Maine | Volkszählungsergebnisse – Town of Liberty, Maine | Volkszählungsergebnisse – Town of Liberty, Maine |
| Jahr                                             | 1800                                             | 1810                                             | 1820                                             | 1830                                             | 1840                                             | 1850                                             | 1860                                             | 1870                                             | 1880                                             | 1890                                             |
| ------------------------------------------------ | ------------------------------------------------ | ------------------------------------------------ | ------------------------------------------------ | ------------------------------------------------ | ------------------------------------------------ | ------------------------------------------------ | ------------------------------------------------ | ------------------------------------------------ | ------------------------------------------------ | ------------------------------------------------ |
| Einwohner                                        |                                                  |                                                  |                                                  | 676                                              | 895                                              | 1116                                             | 1095                                             | 907                                              | 970                                              | 835                                              |
| Jahr                                             | 1900                                             | 1910                                             | 1920                                             | 1930                                             | 1940                                             | 1950                                             | 1960                                             | 1970                                             | 1980                                             | 1990                                             |
| Einwohner                                        | 737                                              | 650                                              | 571                                              | 516                                              | 499                                              | 497                                              | 458                                              | 515                                              | 694                                              | 790                                              |
| Jahr                                             | 2000                                             | 2010                                             | 2020                                             | 2030                                             | 2040                                             | 2050                                             | 2060                                             | 2070                                             | 2080                                             | 2090                                             |
| Einwohner                                        | 927                                              | 913                                              | 934                                              |                                                  |                                                  |                                                  |                                                  |                                                  |                                                  |                                                  |

## Kultur und Sehenswürdigkeiten

### Bauwerke
In Liberty wurde ein Bauwerk unter Denkmalschutz gestellt und ins National Register of Historic Places aufgenommen. Die Lage der archäologischen Stätte wird nicht bekannt gegeben.
- Old Post Office, 2002 unter der Register-Nr. 73000149.[10]

## Wirtschaft und Infrastruktur

### Verkehr
Die Maine State Route 220 verläuft in nordsüdlicher Richtung durch das Gebiet. Sie wird von der Maine State Route 3 gekreuzt.

### Öffentliche Einrichtungen
Es gibt keine medizinischen Einrichtungen in Liberty. Die nächstgelegenen befinden sich in Belfast.
In Liberty befindet sich die Ivan O. Davis – Liberty Library. Im Jahr 1993 wurde beschlossen, eine Bücherei in der Town zu etablieren und 1995 gründete sich ein Komitee für diese Bücherei. Ivan O. Davis bot der Town die Nutzung der „Alten Lohnhütte“ der Hunt Tannery an. Die Hunt Tannery war von 1800 bis 1915 eine wichtige Unternehmung in der Town. Eröffnet wurde sie im September 1996. Das benachbarte Montville engagierte sich ab 1998 ebenfalls für die Bücherei, so dass auch die Bewohner von Montville die Bücherei nutzen können. An ihren heutigen Standort in dem alten Gebäude der Feuerwehr zog die Bücherei im Jahr 2002.

### Bildung
Liberty gehört mit Brooks, Freedom, Jackson, Knox, Monroe, Montville, Thorndike, Troy, Unity und Waldo zur RSU #3.
Im Schulbezirk werden folgende Schulen angeboten:
- Monroe Elementary School in Monroe
- Morse Memorial Elementary School in Brooks
- Mount View Elementary in Thorndike
- Mount View Middle School in Thorndike
- Mount View High School in Thorndike
- Troy Elementary in Troy
- Unity School in Unity
- Walker Elementary in Liberty